# Turfstrooisel

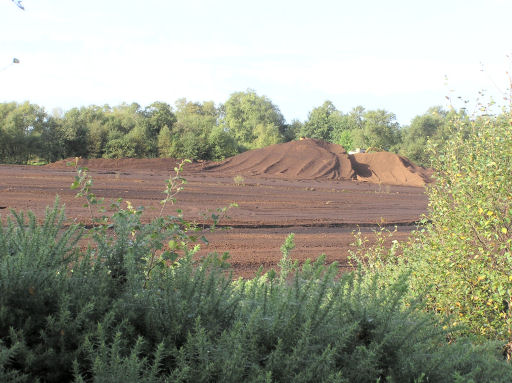
Turfstrooiselwinning voor tuingebruik, Ierland

Turfstrooisel of turfmolm is een product dat vervaardigd wordt uit bonkaarde, een bepaalde veensoort.

## Geschiedenis
De bonkaarde of grauwe turf was ongeschikt voor winning als brandstof. Het werd gewoonlijk, na de vervening, teruggewerkt in de bodem. Dit was noodzakelijk, en vaak van overheidswege voorgeschreven, om de onder het veen liggende zandgrond enige vruchtbaarheid te verschaffen.

### Strooisel
Omstreeks 1881 ontwikkelde zich echter een vraag naar bolsterturf en het product turfstrooisel dat daaruit werd vervaardigd. De vraag was afkomstig van remises van paardentrams, cavalerieafdelingen van het leger en andere instellingen waar veel paarden werden gehouden. Het werd gebruikt als vervanger van stro. Turfstrooisel bezat namelijk een groot absorberend vermogen, zodat de urine van paarden kon worden gebonden. Men prees turfstrooisel dan ook aan als: verreweg verkieslijker dan stroo. Ook reukloze toiletten werden ontwikkeld op basis van turfstrooisel.
Het productieproces was eenvoudig. Met behulp van een wolf, ook duivelsmolen genaamd, werd de bolsterturf in stukken gereten. Veel van het turfstrooisel werd geëxporteerd naar het buitenland, met name Engeland. Zo werkte de Nederlandse Griendtsveen Turfstrooisel Maatschappij samen met de Engelsen in The Peat Moss Litter Supply Co..
De turfstrooiselindustrie kreeg reeds tijdens de Eerste Wereldoorlog, door het wegvallen van afzetmarkten, te maken met een inzinking. Ook de geleidelijke vervanging van paardentractie door auto's zorgde voor teruggang. Reeds in 1910 verzuchtte men bij de Maatschappij Klazienaveen: Toch zal het wel moeilijk zijn om de achteruitgang, ontstaan door het aanschaffen van motorbussen en het afschaffen van paarden in te halen.
In Nederland kwam daarbij dat een aantal veenderijen, met name in de Peel, uitgeput raakten voor wat betreft de grauwe turf. Het zich onder de bonkaarde bevindende zwartveen, oorspronkelijk benut als brandstof, werd ook minder waard, aangezien turf werd verdrongen door steenkool. Niettemin bleek turfstrooisel nog een goed verkoopbaar product, mede doordat men nieuwe variëteiten ontwikkelde die toepassing vonden in de veeteelt, bijvoorbeeld de pluimveehouderij. Ook werd het product wel toegepast als wegenturf, het diende dan als een wegfundering op slappe bodems met als voordeel dat het lichter was dan zand. Omstreeks 1935 begon men hiermee en ook na de Tweede Wereldoorlog werd turf nog wel als zodanig toegepast.
Na de Tweede Wereldoorlog trachtte men de turfstrooiselindustrie nieuw leven in te blazen. Aangezien er nu gebrek was aan personeel, werd in verhoging van de arbeidsproductiviteit door mechanisatie voorzien: de bolstergraafmachine en de freesmethode deden hun intrede.

### Tuinturf
Toen omstreeks 1960 de turfstrooiselmarkt werd vrijgegeven, werd de import van Duits turfstrooisel dominant. Omstreeks deze tijd werd overgeschakeld op tuinturf en potgrond, waarbij ook mengsels van grauwe en zwarte turf werden toegepast, met eventuele bijvoeging van andere stoffen. Een verdere verandering betrof het verpakken in plastic. Traditioneel werd het turfstrooisel verpakt in balen van ongeveer 80 kg, die door planken en ijzerdraad bijeen werden gehouden. Soms ook werd het product verpakt in jute zakken. In 1961 kwam in Duitsland, en in 1967 ook in Nederland, de plastic verpakking in zwang. Het verpakken was op deze wijze gemakkelijk te mechaniseren. Overigens werd het turfstrooisel ook steeds meer onverpakt aangeleverd, ten behoeve van de potgrondindustrie.
Nederlandse bedrijven, met name de Maatschappij Griendtsveen, schakelden geleidelijk over op strooisel van Duitse veenderijen. In 1983 sloot de laatste Nederlandse turfstrooiselfabriek.

## Nederlandse turfstrooiselfabrikanten
In 1879 startte een proeffabriek in Gifhorn en in 1881 zouden er reeds 18 fabrieken in bedrijf zijn geweest.
- De eerste succesvolle turfstrooiselfabriek in Nederland startte in 1882 en was eigendom van de Maatschappij Helenaveen. Deze produceerde tot 1912.
- De Maatschappij Griendtsveen
  - Dedemsvaart opgericht in 1882, werd in 1884 eigendom van de Maatschappij, produceerde tot 1885.
  - Griendtsveen (1885-1944)
  - Erica (1888; en 1911-1983)
  - Asten (1896-1912; 1954-1960)
  - Hoogeveen (1901-1925)

Nog zeven andere fabriekjes volgden binnen korte tijd, en wel:
- Fedor Wolff & Co. te Helenaveen, 1882-1905
- Steffens & Levert te Vroomshoop, 1882-1890
- Landweer & Somer te Stadskanaal (1882-1916)
- E. Sebens & Co. te Ter Apel, 1882-1886
- Pasman, ten Klooster & Winkel te Hoogeveen, 1883-1920
- Nieuw-Echtens Veen Compagnie te Nieuw-Amsterdam, 1882-1888
- Key, de Greef & Vreeburg te Nieuw-Amsterdam, eigenaars waren enkele hout-, turf- en kolenhandelaren uit Den Haag, 1884-1888

Later volgden nog meer fabrieken:
- Steegh & Esser te Helenaveen, 1886-1896; America (1897-1942); Broekheurne (1915-1938). De Helenaveense fabriek kwam in 1896 in bezit van de gemeente Deurne en produceerde tot 1944
- Coöperatieve Turfstrooiselfabriek Alteveer te Alteveer, 1903-1916
- Maatschappij Klazienaveen te Klazienaveen, behorend tot het Scholten-concern (1891-1943; 1945-1959; 1962-1975)
- Mulders & Co. te Meppel, 1894-1915
- N.V. Turfstrooiselfabriek Oranjekanaal te Hooghalen, 1899-1917
- B. Berends jr. te Coevorden, 1915-1920
- fa. K. Smit te Amsterdamscheveld (1916-1927)
- L.B.J. Dommers & Co., een drijvende fabriek die onder meer in Dedemsvaart en Nieuw-Amsterdam actief was.
- Terwindt & Arntz, een fabriek te Bergentheim (1885), die afbrandde in 1886 en vervangen werd door de drijvende fabriek van deze firma. In 1892 werd een fabriek te Almelo gebouwd die tot 1922 produceerde; in 1911 volgde een fabriek te Westerhaar-Vriezenveensewijk, die tot 1942 produceerde. Onder de naam Terwindt-Arntzveen werd nog een fabriek te Vriezenveen opgericht, die van 1918-1975 in productie was.
- N.V. Trio te Westerhaar-Vriezenveensewijk, opgericht in 1910. Dit bedrijf ging na de Tweede Wereldoorlog ook potgrond maken, alsmede biggencompost onder de naam Trio-Bebi, bestaande uit tuinturf, verrijkt met speciale zouten. De fabriek brandde af in 1962, werd herbouwd en produceerde turfstrooisel tot 1971. Toen werd een briketfabriek in Weiteveen gekocht en men ging turf uit Dalum verwerken. De fabriek werd gesloopt in 1975. Trio kwam vanaf 1966 in handen van Cebeco.
- Erven van Rooyen, te Bergentheim, van 1890-1942
- Gebr. Minke te Dedemsvaart (1899-1930); Vriezenveensewijk (1911-1941); Coevorden, 1924-1971
- Bonne Berends (Dedemsvaart, 1896-1915; Ambt Hardenberg, 1904-1915)
- Steffens & Lievert te Vroomshoop (1982-1907)
- Catrac te Slagharen (1912-1913)
- Coöperatie Westerwolde te Veelerveen, 1918-1920
- Coöperatieve Turfstrooiselfabriek Barger-Oosterveen te Klazienaveen, 1921-1961
- Nagtegaal te Vriezenveen, 1922-1926, later Nagtegaal & Bruggenwirth te Klazienaveen (1926-1940)
- Thoer te Someren, 1923-1925
- Veldkamp te Schoonebeek, 1926-1978
- Velema & Co. te Zwartemeer, 1928-1938
- Gabriëls te Broekheurne, 1938-1962
- Wasser te Broekheurne, vanaf 1956: Twentse Turf Maatschappij, 1949-1959
- Heijne te Barger-Compascuum, 1950-1957
- Noord Nederlandse Turfstrooiselfabriek te Zuid-Barge (1951-1957) en Fochteloo (1951-1975)
- Verenigde Turfstrooisel Industrie te Zuid-Barge (1957-1959) en Weiteveen (1959-1961)

In de beginjaren van de turfstrooiselindustrie werden ook enkele drijvende fabrieken opgericht. Het voordeel hiervan was hun verplaatsbaarheid.

## Externe bron
- H.F. van de Griendt: Uit sphagnum geboren, 2002, Stichting Zuidelijk Historisch Contact Tilburg. ISBN 90-70641-66-6